# Бабиновская дорога
Бабиновская дорога (Бабиновский тракт) — дорога через Урал из Европейской России в Сибирь от Соли Камской до Верхотурья. Открыта в 1597 году посадским человеком Соли Камской Артемием Бабиновым и получила в честь него своё название. С 1598 года заменила Чердынскую дорогу.
Нулевым километром этой дороги считается Соборная колокольня в городе Соликамске.
Бабиновская дорога проходила «сухим путём» через реки Усолку, Сурмог, Яйву, Косьву, посёлок Растес, деревню Павдинскую, реки Мостовую, Туру.

## Строительство дороги
Строительство дороги началось в 1595 году и велось на протяжении двух лет. По царскому указу, в подчинение Артемию Бабинову было предоставлено два целовальника и сорок крестьян, в обязанности которых входила расчистка и обустройство дороги, прокладка мостов через встречавшиеся на пути реки. Протяженность дороги составила около 260 верст, что было гораздо короче прежнего Вишеро-Лозьвинского пути. В 1597 году дорога дошла до вогульского поселения Нером-Кар, расположенного в верховье реки Туры. Годом позже на этом месте началось строительство города Верхотурье. В этом же году были отправлены первые ссыльные в Сибирь — 50 угличан, обвинённых в убийстве царевича Дмитрия. Они были посланы на строительство и поселение в новый город Пелым.
Для защиты дороги были построены Растесский караул (в настоящее время не существует), Павдинский караул (посёлок Павда Новолялинского района), Лялинский караул (село Караульское Новолялинского района) от лялинских вогул, Кошайский караул (село Кошай Серовского района) от сосьвинских вогул и крепость с таможней Верхотурье.

## Значение Бабиновской дороги
Будучи гораздо короче использовавшейся ранее дороги, проходившей через Чердынь, она сыграла важную роль в освоении Сибири. В течение двух столетий Бабиновская дорога была единственным маршрутом, соединявшим европейскую часть России с Азией. По этой дороге доставляли царские указы, денежные средства, почту, по ней ехали посольские делегации и научные экспедиции. По ней русские крестьяне, населявшие Прикамье, отправлялись на поиски свободных земель.
21 апреля (2 мая) 1733 года от Москвы до Тобольска была учреждена почта. В 1736 году В. Н. Татищев подал Сенату доношение о качестве работы сибирской почты, где среди прочего предложил проложить почтовый тракт по иному маршруту: Москва — Казань — Сарапул — Кунгур — Екатеринбург — Тобольск (Сибирско-Московский тракт), мотивируя тем, что предлагаемый путь более короткий и равнинный. Фактически идея Татищева реализовалась только в 1754 году, когда по предложению Берг-коллегии Сенат указал Ямской канцелярии учредить почтовый тракт от Москвы до Тобольска через Казань, Кунгур и Екатеринбург, при этом отправлять посылки и курьеров предписывалось по прежней дороге через Верхотурье. Но в дальнейшем Бабиновская дорога утратила своё значение, в 1763 году Верхотурская таможня была закрыта и тракт официально упразднён.

## Современное состояние
Бывшая Бабиновская дорога местами неплохо сохранилась, но кое-где полностью утрачены даже следы. Активно говорить о ней стали в 1997 году, когда Бабиновской дороге отмечали 400 лет. В том же году 5 декабря в «Соликамском рабочем» была опубликована статья Л. Баньковского «Соликамские ворота в Сибирь».
В 1997 году вышла в свет книга Ювеналия Чиркова «Позвала Бабиновская дорога». Автор был участником экспедиции по старинному тракту и глазами современного человека посмотрел на «дела давно минувших дней», что вылилось в замечательный путевой очерк, в большинстве своем проиллюстрированный собственными фотографиями и рисунками.
В 2009 году с целью привлечения внимания к историческому объекту и популяризации знаний о  Бабиновской дороге группа автотуристов из Москвы под руководством Бориса Чернова на 5 машинах УАЗ Патриот совместно с соликамскими туристами во главе с Виктором Перловым попыталась пройти по Бабиновской дороге от Соликамска до Верхотурья. 

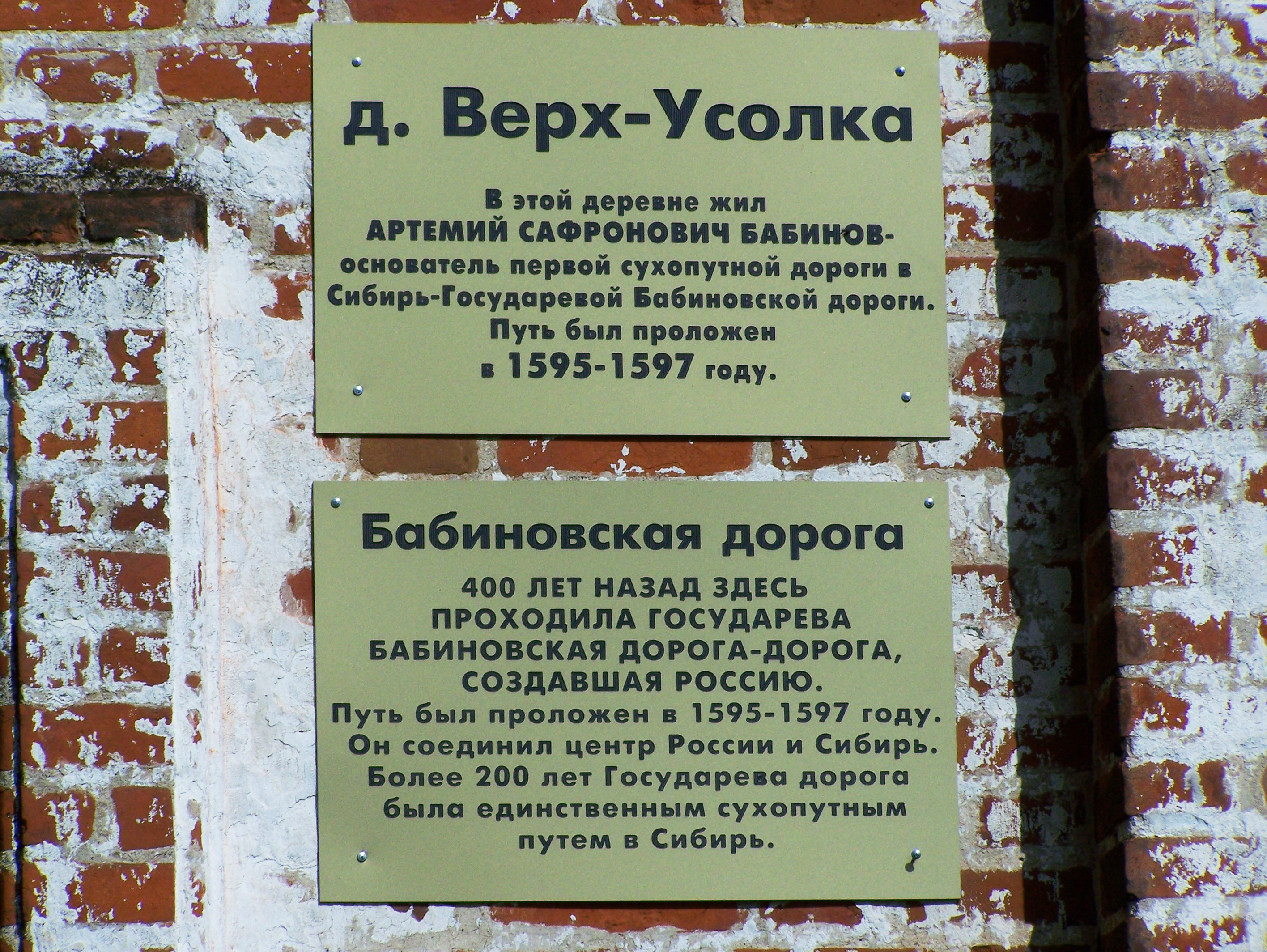
Памятные таблички в Верх-Усолке, установленные Соликамскими краеведами и московскими автотуристами в 2009 году

Был пройден участок Соликамск — Верхняя Яйва — Чикман — Верхняя Косьва. Навстречу из Павды шла команда автотуристов из Тюмени. Им удалось пройти участок Павда — Растесс — Верхняя Косьва. Таким образом, двумя командами были пройдены основные внедорожные участки старинного тракта.
В сентябре 2013 года в окрестностях города Соликамска (Пермский край) был открыт памятный знак Артемию Бабинову. Его установили у старой церкви в селе Верх-Усолка — в том месте, где он родился и проходила государева дорога.Инициатором установки знака стал соликамский турист Виктор Перлов. Его начинание поддержали краеведы и любители туристических походов по родному краю.

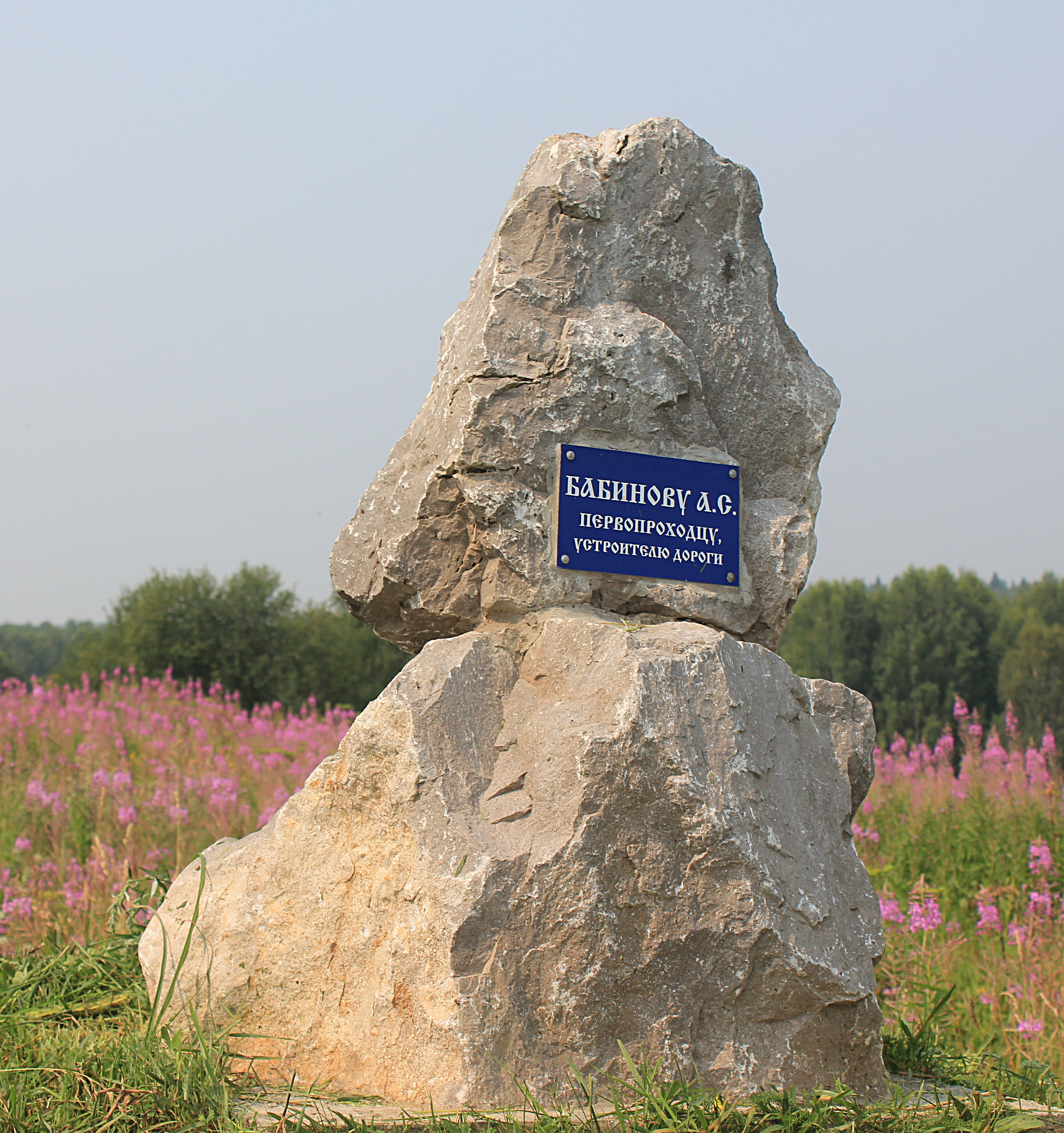
Памятный камень Артемию Бабинову в Верх-Усолке

В июле 2015 года сборной командой квадроциклистов из Екатеринбурга, Полевского и Чебоксар была предпринята попытка полного прохождения по историческому маршруту участка Бабиновской дороги от п. Павда до д. Верхней Косьвы (нежил.), минуя п. Растесс (нежил.). По итогам прохождения выяснилось, что участок урочище Кырья — п. Растесс (нежил.) не сохранился и полностью уничтожен старыми, заросшими вырубками, для движения колесной техники невозможен. В остальном тракт все ещё проходим подготовленным для продвижения по бездорожью автотранспортом.
В июле 2016 году автотуристы под руководством Бориса Чернова вновь прошли отдельные участки дороги: Половодово — Усть-Сурмог, Верхняя Яйва — Чикман — ур. Молчан. Совместно с участниками Регионального общественного движения «Государева дорога (Бабиновская)» под руководством Юрия Трунова  (Верхняя Пышма) они на машинах УАЗ Патриот и ГАЗ-66 прошли по участку Павда — Растесс  и заложили на месте бывшего поселения Растесс основание для поклонного креста.   

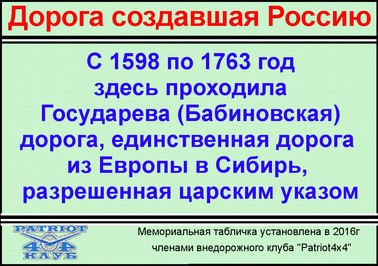
Памятные таблички, установленные участниками экспедиции "Государева Бабиновская дорога" в 2016 году на всём протяжении дороги от Соликамска до Верхотурья

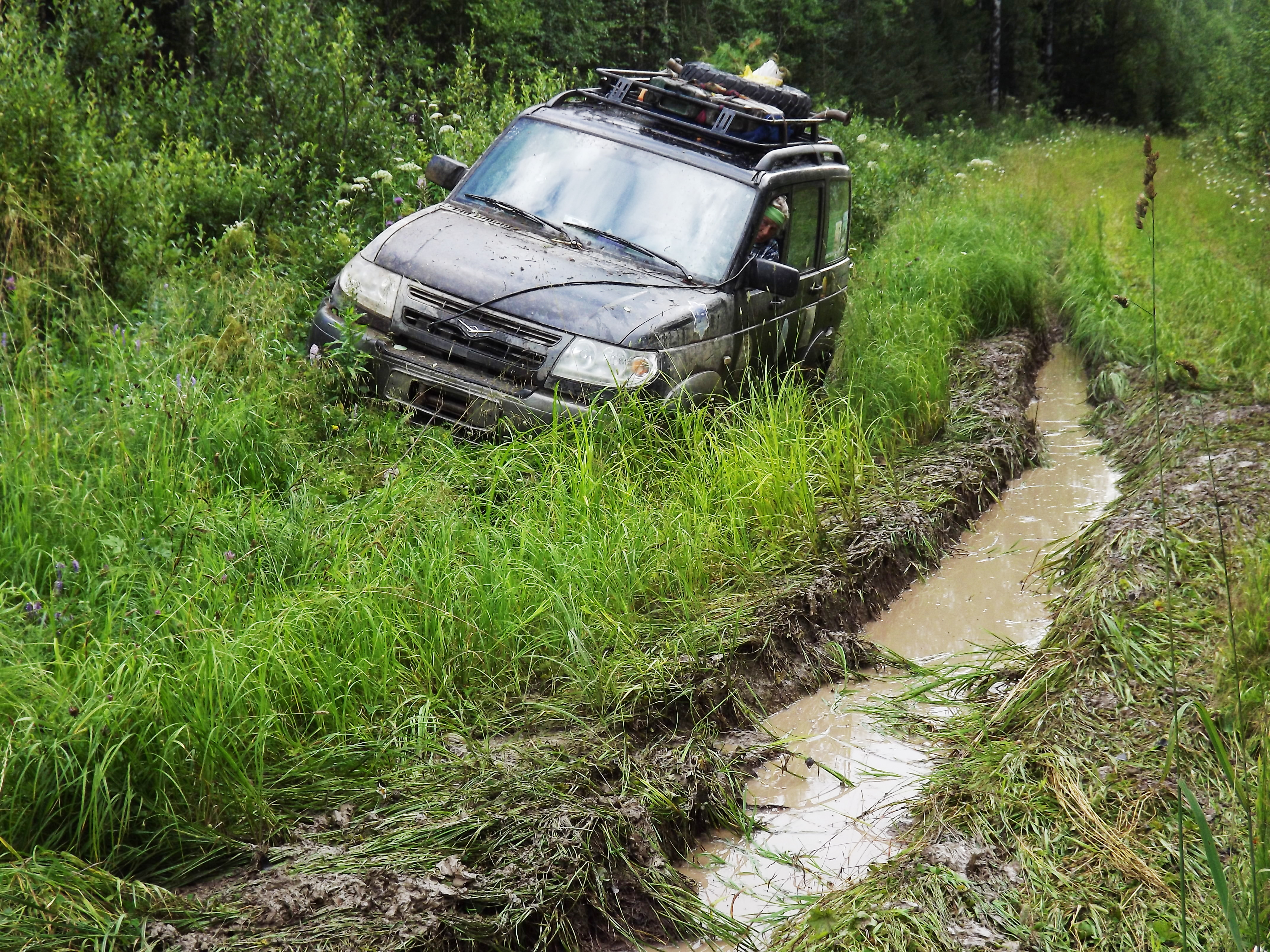
"Дорога" от Павды в урочище Растесс

Поклонный крест был установлен в сентябре 2016 года. 

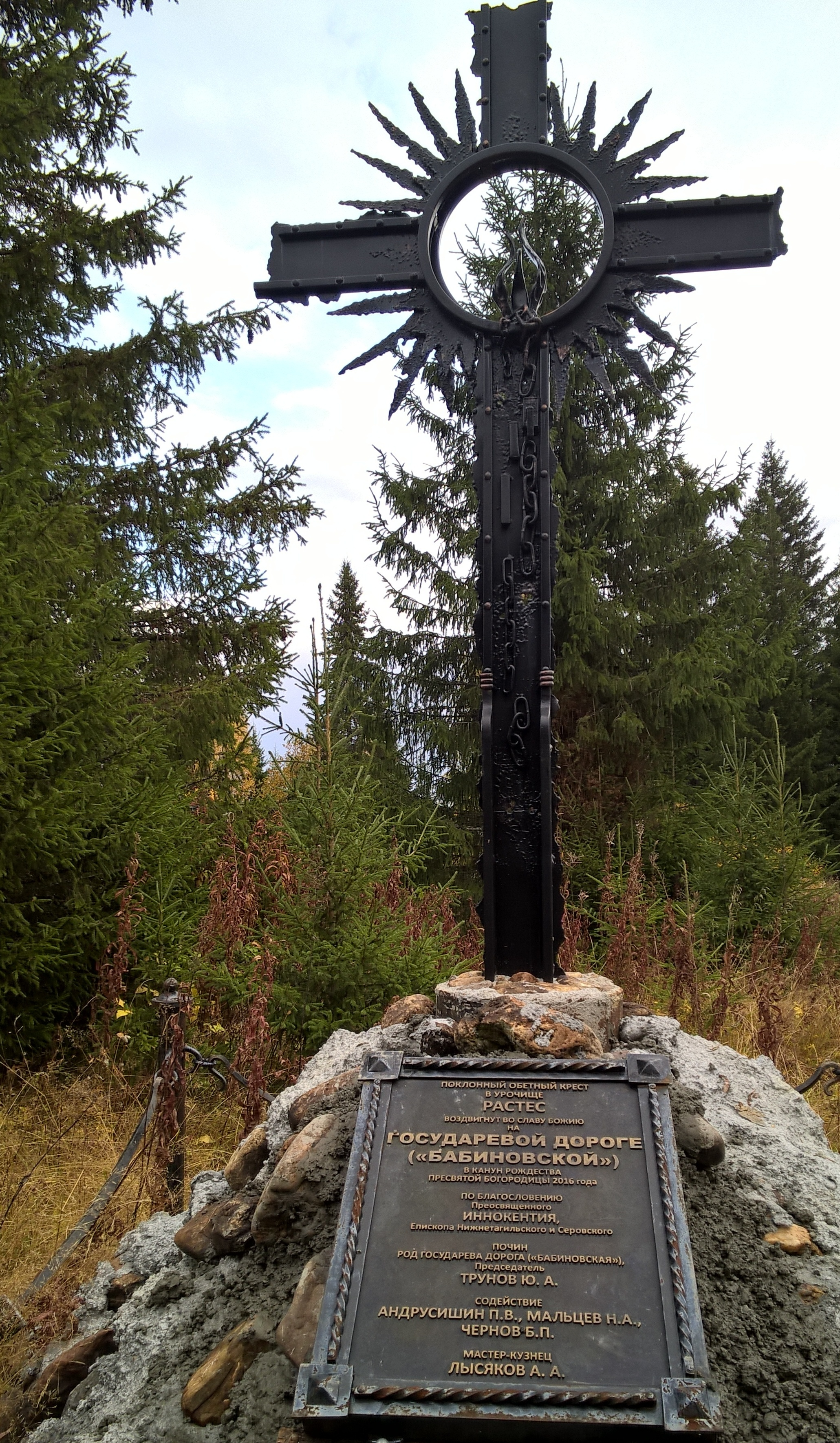
Крест установлен в урочище Растесс, на месте, где когда-то находилось поселение (ям), в память о первой сухопутной дороге через Уральские горы — "Бабиновской дороге"

Автор и организатор — Юрий Трунов, мастер-кузнец Лысяков А.А.
Один из проектов Соликамского турклуба «Персей» под руководством Виктора Перлова предусматривает популяризацию «Бабиновской дороги» и создание «Бабиновского отряда» в туристско-краеведческом лагере на базе Центра детского творчества. Планируются работы с детьми по исследованию «Бабиновской дороги», проводятся экологические акции, квест-игры в образовательных учреждениях. В итоге планируется создание передвижной выставки о «Бабиновской дороге».

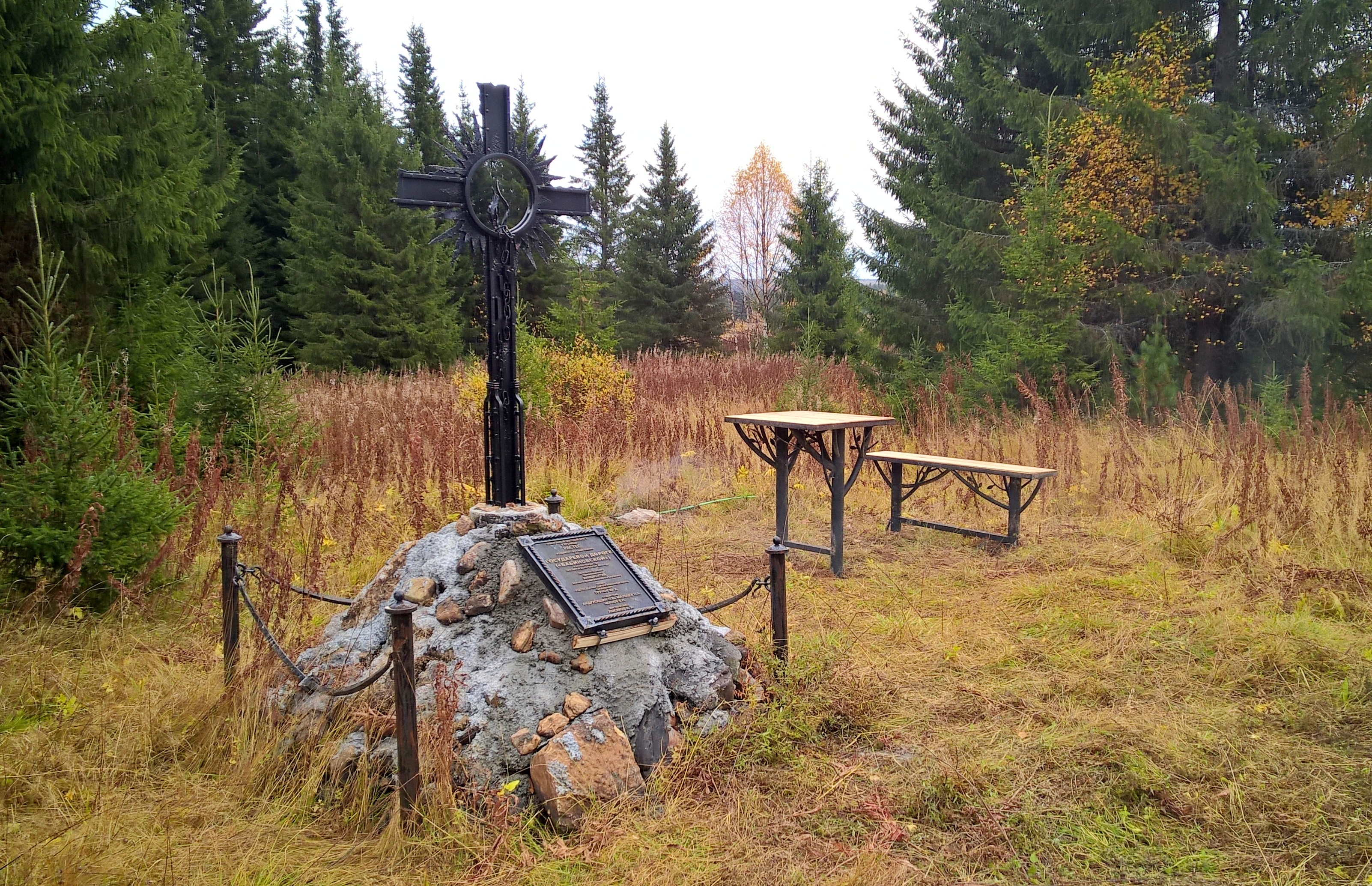
Урочище Растесс осенью 2018 года